# Met Gala
La Gala del Met o la Costume Institute Gala es un evento benéfico que da inicio a la exposición de moda anual del Instituto del Vestido del Museo Metropolitano de Arte de la ciudad de Nueva York. Los fondos recaudados en la gala constituyen todo el presupuesto anual de Instituto del Vestido y, según se informa, en 2010 alcanzaron los 9 millones de dólares.
Con el fin de celebrar la exposición de primavera del Instituto del Vestido todos los invitados a la velada se visten de acuerdo al tema del año. Por ejemplo, en 2016 la temática fue Manus x Machina: La Moda en la Era de la Tecnología, que estuvo centrada en la dicotomía entre los modelos elaborados a mano de Alta Costura y las prendas que incluyen en su configuración las últimas innovaciones tecnológicas. Otros años se han dedicado retrospectivas a un diseñador en particular, como Charles James o Rei Kawakubo.
 La Met Gala es uno de los eventos sociales más importantes en la agenda de Manhattan y allí se citan celebridades, empresarios, realeza, modelos, diseñadores y socialites de todo el mundo.
La fiesta es codirigida por Anna Wintour, editora de la revista Vogue, y unas personalidades honorarias que varían cada año, entre quienes se destacan celebridades como Timothée Chalamet, Billie Eilish, Lil Nas X, Katy Perry, Lady Gaga, Justin Bieber, Beyoncé, Cara Delevingne, Nicki Minaj, Rihanna, Jennifer Lopez, Benedict Cumberbatch, Kylie Jenner, Bella Hadid, Miley Cyrus, Kim Kardashian, Ariana Grande, Kendall Jenner, Taylor Swift, Maluma, Violet Chachki, Jared Leto, Nicole Kidman, Marc Jacobs, Kate Moss, Madonna, Cate Blanchett, Selena Gomez, George Clooney, Kris Jenner, Julia Roberts, Sarah Jessica Parker, Stella McCartney, Jennifer Lawrence, Shawn Mendes, Camila Cabello, Zendaya, Gigi Hadid, Peyton List, Blake Lively, Zayn Malik, Nina Dobrev, Salma Hayek, Lana Del Rey, Cardi B, Lewis Hamilton.En 2023, por primera vez una figura española estará entre los coanfitriones que nombra cada año el museo: Penélope Cruz, una actriz muy vinculada a la firma Chanel,que por extensión de la temática dedicada a Karl Lagerfeld tendrá un gran protagonismo.

## Historia
La Gala del Met se celebra desde 1948, dos años después de que el Instituto del Vestido se trasladara al Museo Metropolitano de Arte. Desde su concepción se decidió que la industria de moda estadounidense sería responsable de crear el instituto y hacerse cargo de todo su presupuesto anual. Fue así como Eleanor Lambert, publicista de moda, presidió el primer evento cuyos tiquetes costaban USD$50, un precio muy diferente a los USD$25.000 que pagaron los asistentes a la velada en 2014. A la primera gala, que tuvo lugar en el Rainbow Room del Rockefeller Center, se le llamó “La Fiesta del Año”.
Solo hasta 1960 la celebración anual del Instituto del Vestido se trasladó al Met. Ese año la gala se realizó en el Great Hall del museo y la revista LIFE escribió que los asistentes se divirtieron: “bajo la mirada de una esfinge egipcia… y bajo estandartes medievales”. Desde entonces la Gala del Met se ha celebrado en diferentes partes del Museo Metropolitano como el Templo de Dendur, el balcón y el Ala Americana.
La fama del evento creció cuando en 1972 Diana Vreeland fue designada como consultora especial del instituto. La primera exposición de la ex-editora de Vogue fue el año siguiente y celebraba el trabajo del diseñador español Cristóbal Balenciaga. Vreeland murió en 1989 y dentro de las exhibiciones más recordadas de su paso por el Met están La Gloria del Vestido Ruso de 1976 (realizada junto a Jacqueline Kennedy Onassis) y la retrospectiva dedicada en vida al modista argelino Yves Saint Laurent.

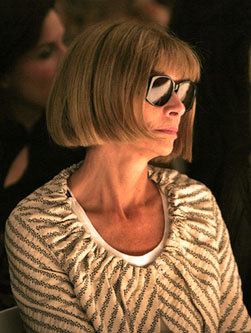
Anna Wintour, copresidente de la Gala del Met desde 1995

Bajo el liderazgo de Anna Wintour, quien ha sido copresidente desde 1995 (a excepción de 1996 y 1998), la gala se ha convertido en uno de los eventos benéficos más importantes del mundo gracias a la creciente asistencia de celebridades de la industria de la moda, la música y el cine. En 1996, la Princesa Diana voló a Nueva York, llegando horas antes de la gala, y usó el primer vestido creado por John Galliano para Dior. En 1997, Elton John, Madonna y Elizabeth Hurley estuvieron dentro de los invitados y Sting se presentó en una velada que The New York Times describió como “la fiesta de la década”.
En los últimos años las exposiciones del Instituto del Vestido han atraído entre 500.000 y 600.000 espectadores en un periodo de tres meses demostrando la creciente integración de la moda en la cultura popular. La exhibición Alexander McQueen: Savage Beauty del 2011 se ubicó como una de las 10 más visitadas en la historia del Museo Metropolitano de Arte y la más exitosa del Instituto del Vestido al traer más de 660.000 personas.En 2018 la superó Heavenly bodies, la muestra que el centro neoyorkino le dedicó a la relación entre moda y catolicismo, con más de 1,5 millones de visitantes.
La Gala del Met de 2014 fue importante porque se inauguró la sala de exhibiciones especial El Centro del Vestido Anna Wintour con la muestra Charles James: Más Allá de la Moda. Este año el tema de la velada fue Camp: Notes on Fashion que busca explorar la influencia de la estética camp a través de la moda, la política y la cultura queer..

### Controversia
Las modelos Naomi Campbell y Stephanie Seymour dejaron de asistir a la Gala de 2009 en el último minuto, en una muestra de apoyo al diseñador Azzedine Alaïa. Tras descubrir que ninguno de sus trabajos estaba incluido en la exposición del Costume Institute, Alaïa pidió a las modelos que no llevaran los vestidos que les había diseñado para la gala y decidieron no asistir. Alaïa era conocido por tener una relación cercana con sus modelos y su exclusión de la exhibición "Model as Muse" fue vista como un desaire. 
En 2014, cuando la Met Gala anunció un código de vestimenta que requería corbata blanca, varios medios de comunicación señalaron la dificultad y el costo de obtener una corbata blanca tradicional, incluso para las celebridades invitadas. 
En 2015, el tema de la Gala, originalmente llamado "Susurros chinos: cuentos de Oriente en el arte, el cine y la moda", pasó a llamarse "China: a través del espejo". El tema fue recibido con críticos que decían que era "un recordatorio del sutil racismo institucionalizado que se ha visto agravado por siglos de aislacionismo asiático en todos los ámbitos, y los estereotipos occidentales perdurables exacerbados por la ignorancia y la naturaleza memorable de las redes sociales". 
En 2016, Madonna, mientras canalizaba el tema "Manus x Machina: Moda en una era de tecnología", proporcionó uno de los conjuntos más controvertidos en la historia de la Gala. Apareció en un conjunto diseñado por el director creativo de Givenchy, Riccardo Tisci, exponiendo tanto sus senos como sus nalgas. Madonna respondió a sus canales oficiales de redes sociales diciendo: "Hemos luchado y seguimos luchando por los derechos civiles y los derechos de los homosexuales en todo el mundo. En lo que respecta a los derechos de las mujeres, todavía estamos en la edad oscura. Mi vestido en el Met Ball era una declaración política y una declaración de moda". 
La Gala de 2018 tuvo un tema católico e incluyó a Rihanna con una mitra papal. Los críticos en las redes sociales lo llamaron "cosplay blasfemo" y "sacrílego", a pesar de que la Iglesia Católica prestó más de cuarenta vestimentas papales del Vaticano, y asistió el cardenal Timothy M. Dolan. Kyle Smith argumentó que la Iglesia Católica de hecho estaba "incitando a la burla de sus símbolos".

## Temáticas
Cada año el evento tiene un tema, e incluye una hora de coctel y una cena formal. En la primera los invitados llegan y desfilan por la alfombra roja, recorren la exposición anual, y toman asiento antes de la cena formal que incluye espectáculos de artistas reconocidos del momento.
Algunas de las temáticas de los últimos años son:

### Años 1970
- 1971–1972: Figurín - Fashion Plate (octubre de 1971 – enero de 1972)[17]
- 1972–1973: Untailored Garments (enero-1972 de julio)[18]
- 1973–1974: El Mundo de Balenciaga - The World of Balenciaga (marzo–septiembre de 1973)[17]
- 1974–1975: El Diseño Romántico y Glamuroso de Hollywood - Romantic and Glamorous Hollywood Design (noviembre de 1974 – agosto de 1975)[17]
- 1975–1976: Mujeres Estadounidenses Con Estilo - American Women of Style (diciembre de 1975 – agosto de 1976)[17]
- 1976–1977: La Gloria del Vestido Ruso - The Glory of Russian Costume (diciembre de 1976 – agosto de 1977)[17]
- 1977–1978: Vanity Fair: El Hallazgo de un Tesoro del Instituto del Vestido - Vanity Fair: A Treasure Trove of The Costume Institute (diciembre de 1977– septiembre de 1978)[17]
- 1978–1979: Diaghilev: Vestidos y Diseños de los Ballets Russes - Diaghilev: Costumes and Designs of the Ballets Russes (noviembre de 1978 – junio de 1979)[17]
- 1979–1980: La Moda de la Era de los Habsburgo: Austria-Hungría - Fashions of the Habsburg Era: Austria-Hungary (diciembre de 1979 – agosto de 1980)[17]

### Años 1980
- 1980–1981: El Dragón Manchu: Vestidos de China, La Dinastía Chi'ng - The Manchu Dragon: Costumes of China, the Chi'ng Dynasty (diciembre de 1980 – agosto de 1981)[17]
- 1981–1982: La Mujer del Siglo XVIII - The Eighteenth-Century Woman (diciembre de 1981 – septiembre de 1982)

- 1982–1983: Le Belle Époque (diciembre de 1982 – septiembre de 1983)[17]
- 1983–1984: Yves Saint Laurent: 25 Años de Diseño - Yves Saint Laurent: 25 Years of Design (diciembre de 1983 – septiembre de 1984)[17]
- 1984–1985: El hombre y el caballo - Man and the Horse (diciembre de 1984 – septiembre de 1985)[17]
- 1985–1986: Vestido de la India Real - Costumes of Royal India (diciembre de 1985 – agosto de 1986)[17]
- 1986–1987: Baile - Dance (diciembre de 1986 – septiembre de 1987)[17]
- 1987–1988: Estilo: Celebrando Cincuenta Años del Instituto del Vestido - In Style: Celebrating Fifty Years of the Costume Institute (noviembre de 1987 – abril de 1988)[17]
- 1988–1989: De Reina a Emperatriz: El Vestido Victoriano 1837-1877 - From Queen to Empress: Victorian Dress 1837–1877 (diciembre de 1988 – abril de 1989)[17]
- 1989–1990: La Era de Napoleón: El Vestido de la Revolución al Imperio, 1789-1815 - The Age of Napoleon: Costume from Revolution to Empire, 1789–1815 (diciembre de 1989 – abril de 1990)[17]

### Años 1990
- 1990–1991: Théâtre de la Mode – Muñecas de la Moda: La Supervivenvia de la Alta Costura - Théâtre de la Mode – Fashion Dolls: The Survival of Haute Couture (diciembre de 1990 – abril de 1991)[17]
- 1991–1992: La Gala tuvo lugar, pero no hubo ninguna exhibición simultánea.
- 1992–1993: La Moda y la Historia: Un Diálogo - Fashion and History: A Dialogue (diciembre de 1992 – marzo de 1993)[17]
- 1993–1994: Diana Vreelan: Estilo Sin Moderación - Diana Vreeland: Immoderate Style (diciembre de 1993 – marzo de 1994)[17]
- 1994–1995: Orientalismo: Visiones del Este en el Vestido Occidental - Orientalism: Visions of the East in western dress (diciembre de 1994 – marzo de 1995)[17]
- 1995–1996: Alta Costura - Haute Couture (diciembre de 1995 – marzo de 1996)[17]
- 1996–1997: Christian Dior (diciembre de 1996 – marzo de 1997)[17]
- 1997–1998: Gianni Versace (diciembre de 1997 – marzo de 1998)[17]
- 1998–1999: Cubismo y Moda - Cubism and Fashion (10 de diciembre de 1998 – 14 de marzo de 1999)[17]
- 1999–2000: Rock Style (9 de diciembre de 1999 – 19 de marzo de 2000)[17]

### Años 2000
- 2000–2001: No se presentó ninguna gala de exhibición
- 2001: Jacqueline Kennedy: Los Años en La Casa Blanca - Jacqueline Kennedy: The White House Years (1 de mayo –29 de julio de 2001)[17]
- 2001–2002: No se presentó ninguna gala de exhibición
- 2003: Diosa: La Moda Clásica - Goddess: The Classical Mode (1 de mayo – 3 de agosto de 2003)[17]
- 2004: Enlaces Peligrosos: Moda y Mobiliario del siglo XVIII - Dangerous Liaisons: Fashion and Furniture in the 18th Century (2 de abril –8 de agosto de 2004)[17]
- 2005: La Casa de Chanel - The House of Chanel (5 de mayo –7 de agosto de 2005)[17]
- 2006: AngloMania: Tradición y Transgresión en la Moda Británica - AngloMania: Tradition and Transgression in British Fashion (3 de mayo –6 de septiembre de 2006)[17]
- 2007: Poiret: Rey de la Moda - Poiret: King of Fashion (9 de mayo –5 de agosto de 2007)[17]
- 2008: Superhérores: Moda y Fantasía - Superheroes: Fashion and Fantasy (7 de mayo –1 de septiembre de 2008)[17]
- 2009: La Modelo Como Musa: Encarnando la Moda - The Model As Muse: Embodying Fashion (6 de mayo –9 de agosto de 2009)[17]

### Años 2010
- 2010: La Mujer Estadounidense: Confeccionando una Identidad Nacional - American Woman: Fashioning a National Identity (5 de mayo –10 de agosto de 2010)[19]
- 2011: Alexander McQueen: Belleza Salvaje - Alexander McQueen: Savage Beauty (4 de mayo –7 de agosto de 2011)[17]
- 2012: Schiaparelli y Prada: Conversaciones Imposibles - Schiaparelli and Prada: Impossible Conversations (10 de mayo –19 de agosto de 2012)[20]
- 2013: Punk: Del Caos a la Alta Costura - Punk: Chaos to Couture (9 de mayo –14 de agosto de 2013)[21]
- 2014: Charles James: Más Allá de la Moda - Charles James: Beyond Fashion (8 de mayo –10 de agosto de 2014)[22]
- 2015: China: A Través del Espejo - China: Through the Looking Glass (7 de mayo – 16 de agosto de 2015)[23]
- 2016: Manus x Machina: La Moda en una Era de Tecnología - Manus x Machina: Fashion in an Age of Technology ( 5 de mayo - 14 de agosto de 2016)
- 2017: Rei Kawakubo: Como Niños - Rei Kawakubo: Comme des Garçons (1 de mayo de 2017).[24]
- 2018: Cuerpos Celestiales: Moda y la Imaginación Católica - Heavenly Bodies: Fashion and the Catholic (7 de mayo de 2018)[25]
- 2019: Camp: Notes on Fashion (6 mayo - 8 de septiembre de 2019)[26]

### Años 2020
- 2020: About Time: Fashion and Duration (7 de mayo de 2020, suspendido por la pandemia de COVID-19)[27]
- 2021: In America: A Lexicon of Fashion (13 de septiembre del 2021)[28]
  - Normalmente, esta gala se suele celebrar el primer lunes de mayo; sin embargo, a raíz de la pandemia esta edición se celebró en septiembre.[29] Este año la gala rindió homenaje a la exposición del Costume Institute - In America: A lexicon of Fashion[29] en el que se destaca la historia de la moda estadounidense.[30]
- 2022 - In America: An Anthology Of Fashion / Código de vestimenta: "Gilded glamour and white tie" (2 de mayo de 2022).
  - En esta edición la temática giraba alrededor del periodo de la prosperidad económica que vivió Estados Unidos a finales del siglo XIX.[31]Esta edición supondría el broche final a la temática de la edición del 2021.[32]La temática de esta edición fue criticada debido a que, al tratar sobre la prosperidad económica, varias familiar estaban teniendo problemas para salir adelante a raíz de la crisis económica originada por la pandemia de la COVID19.[31]

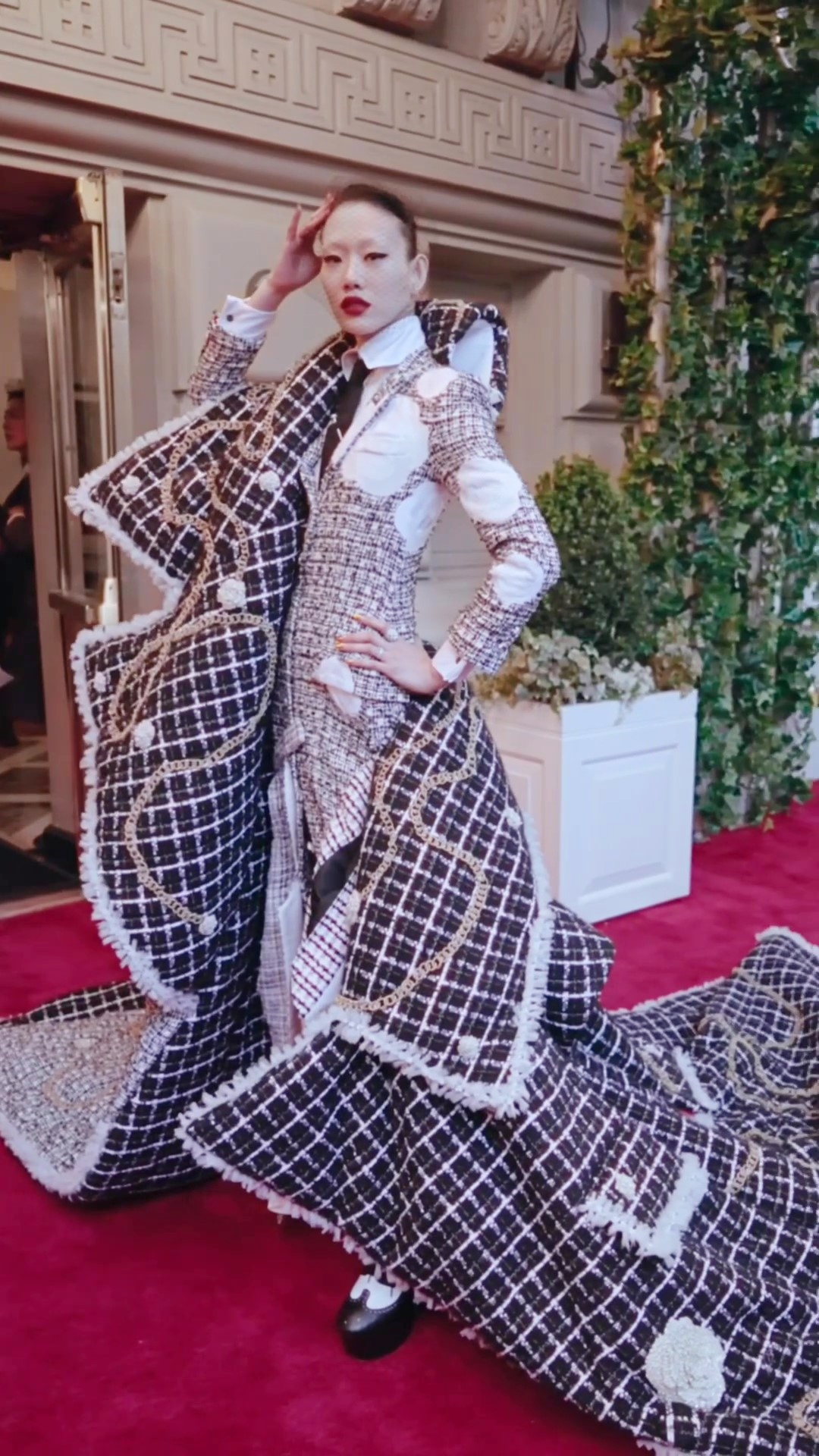
Sora Choi en la Met Gala de 2023

- Sora Choi en la Met Gala de 20232023 - Karl Lagerfeld: A Line of Beauty (1 de mayo de 2023).
  - En homenaje al fallecido diseñador de moda Karl Lagerfeld, la temática que siguió el evento se basó en el estilo que Karl transmitía a través de sus diseños, los cuales se caracterizaban por ser sofisticados y clásicos, pero con un toque rock - chic.[33]No obstante, cuando se anunció la temática, varios internautas criticaron la elección debido a que Karl, además de ser un diseñador icono para diversas casa de moda, era recordado por varios comentarios sexistas y que fomentaban la gordofobia.[34]
- 2024 - Sleeping Beauties: Reawakening Fashion / Código de Vestimenta: "The Garden of Time" (6 de mayo de 2024).
  - Inspirado en el cuento de J.G Ballard, por lo que esperamos elementos delicados, volantes, lazos, flores e incluso plantas reales en sus disfraces, combinando moda con naturaleza y lo fantástico. La exposición, que contará con aproximadamente 250 artículos raros de la colección permanente del Costume Institute, incluirá diseños de artistas como Schiaparelli, Dior, Givenchy y otros, que abarcan más de 400 años de historia de la moda. Piezas extremadamente frágiles, como el vestido de fiesta de Charles Frederick Worth de 1877, se exhibirán de maneras innovadoras, incluyendo animación de video, proyección de luz, inteligencia artificial, CGI y otras formas de estimulación sensorial.[35]
- 2025 - Superfine: Tailoring Black Style / Código de Vestimenta: "Tailored for You" (5 de mayo de 2025).
  - La Met Gala 2025 exploró el dandismo negro como una forma de resistencia y autoafirmación a través de la moda. La exposición se centra en la sastrería masculina y su papel en la formación de identidades negras desde el siglo XVIII hasta la actualidad. Se exhibirán más de 250 piezas, incluyendo diseños de Virgil Abloh, Grace Wales Bonner, Dapper Dan y Foday Dumbuya, así como artefactos históricos y obras de arte que ilustran la evolución del estilo negro.[36] El código de vestimenta "Tailored for You" invitó a los asistentes a reinterpretar la sastrería clásica con un enfoque personal y creativo. Se observaron referencias a siluetas zoot, estilos de los sapeurs congoleños y accesorios distintivos como sombreros y bastones.[37]